# Birch Bayh
Birch Bayh (Terre Haute, Indiana, 1928. január 22. – Easton, Maryland, 2019. március 14.) az Amerikai Egyesült Államok szenátora (Indiana, 1963–1981).